# PowerBook 5300

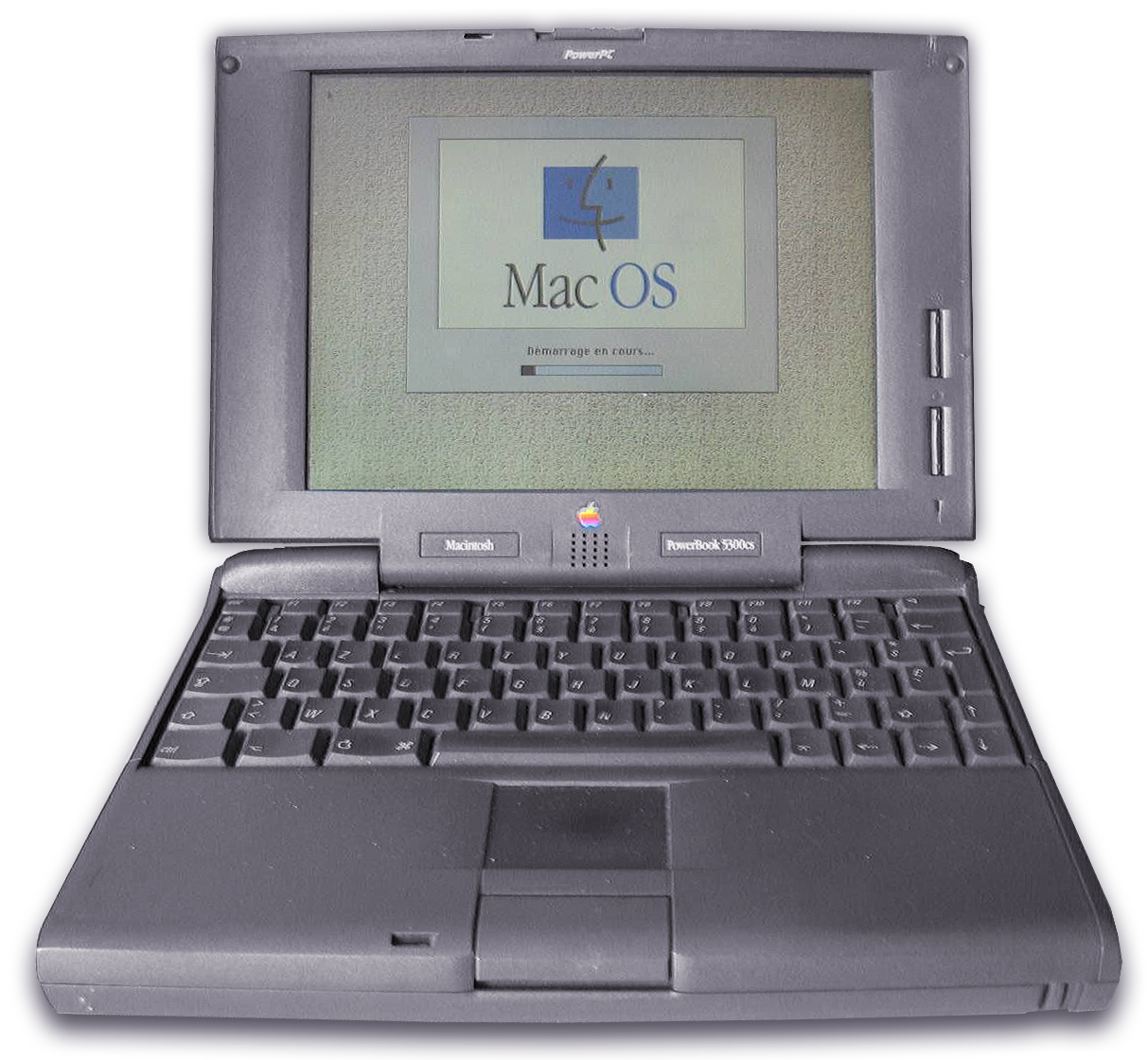
PowerBook 5300cs

Die PowerBook 5300 Serie war die erste Generation tragbarer Rechner der Firma Apple mit einem PowerPC-Prozessor und erschien im August 1995. Trotz ihrer attraktiven Eigenschaften hat sie sich durch eine Pannenserie der ersten Modelle den Ruf als eines der schlechtesten Apple-Produkte aller Zeiten erworben.
Es gab vier Modelle des 5300, vom günstigen Graustufenmodell 5300 bis zum hochauflösenden TFT-Modell 5300ce:
| PowerBook 5300   | 640×480 Pixel Graustufen-LCD  | 100 MHz | 8 MB RAM    | 2300 US-$ |
| PowerBook 5300cs | 640×480 Pixel Passiv-Farb-LCD | 100 MHz | 8/16 MB RAM | 2900 US-$ |
| PowerBook 5300c  | 640×480 Pixel TFT             | 100 MHz | 8/16 MB RAM | 3900 US-$ |
| PowerBook 5300ce | 800×600 Pixel TFT             | 117 MHz | 32 MB RAM   | 6800 US-$ |

Als Gehäuse diente das kompakte und werkzeuglos erweiterbare Gehäuse des PowerBook 190, allen gemeinsam war die hohe Erweiterbarkeit mit bis zu 64 MB RAM, zwei PCMCIA-Slots, SCSI-, ADB- und Infrarotschnittstellen, einem Modulschacht (es gab u. a. Module mit Floppy, ZIP-Laufwerk, MO-Laufwerk oder integriertem Netzteil) und einem internen Erweiterungsschacht, für den es etwa ein Modul mit Ethernet und einer Videokarte für ein externes Display im Zwei-Monitor-Betrieb gab.
Die technische Fortschrittlichkeit (andere Notebooks hatten damals Pentium-Prozessoren mit maximal 75 MHz oder gar 486-CPUs; Wechselmodule, hohe RAM-Ausstattungen und TFT-Auflösungen über 640 × 480 waren kaum bezahlbare Seltenheiten) dieser PowerBook-Serie wurde aber von den Pannen der ersten Geräte überschattet. Die ursprünglich vorgesehenen, von Sony gelieferten Lithium-Ionen-Akkus, gerieten zum Teil in Brand und mussten durch NiMH-Akkus ersetzt werden; viele Geräte gingen bereits auf dem Transport kaputt (Dead On Arrival), und es gab Probleme mit diversen Komponenten, die Apple durch ein weit über die Garantiezeit verlängertes Reparaturprogramm beheben musste.
Obwohl die Nachbesserungen alle Probleme der 5300-Serie beheben konnten und viele Geräte dank ihrer Erweiterbarkeit oft noch bis weit über das Jahr 2000 im Einsatz blieben, hat sich der Ruf der Serie nie mehr erholt. Bereits im Oktober 1996 führte Apple mit der 1400-Serie Nachfolger ein, obwohl diese in fast keiner Hinsicht über die von der 5300-Serie gesetzten Maßstäbe hinausgingen (am bemerkenswertesten ist wohl das CD-ROM-Laufwerk). Die Serie 3400 vom Februar 1997 nahm die Kompatibilität mit den 5300-Modulen wieder auf, hatte außer DMA-Fähigkeit und leicht schnelleren CPUs aber immer noch keine wesentlichen Neuerungen zu bieten.
Damit kann das PowerBook 5300 als Beispiel dafür dienen, wie Pannen bei der Einführung den Ruf eines Produktes (und teilweise der gesamten Firma) bis weit über ihre Beseitigung hinaus beeinträchtigen können.